# 新嘉街道 (龙口市)
新嘉街道，是中华人民共和国山東省烟台市龙口市下辖的一个乡镇级行政单位。

## 行政区划
新嘉街道下辖以下地区：
新嘉疃村、徐家庄村、乡城庙村、小庄子村、小柳家村、炉后王家村、位焦村、位姜村、位邹村、北石村、羊高村、诸高炉村、韩家村、庙高村、于高村、张郑村、北曲村、双于村、双徐村、河北赵家村、后埠栾村、东吕村、西头吕家村、河崖王家村、圈曲家村、后泊子村、后邹村和南屯村。